# 小云宫
小云宫，是位于福建省福州市罗源县白塔乡小云村水尾的一个清代古建筑，1986年入选第二批罗源县文物保护单位。
小云宫建于清道光三年（1823年），建筑面积413平方米。大殿单檐悬山顶，面宽5间，进深4间。戏台饰以花鸟人物浮雕，有“罗源戏台工艺之首”的赞誉。